# Tartman, le vengeur masqué
Tartman, le vengeur masqué (en France) ou J'aurais voulu être un tartiste (au Québec) (Simple Simpson) est le 19e de la saison 15 de la série télévisée d'animation Les Simpson.

## Synopsis
Homer gagne une entrée pour la foire au bacon. Il décide d'y emmener sa famille. Lors d'un concours de décoration de table, Lisa se fait humilier par le milliardaire texan. Homer, révolté, lance une tarte sur le Texan qui reçoit ainsi une bonne leçon. Dès lors, Homer décide de devenir Tartman, le vengeur masqué.
Lors d'une de ses interventions, il est blessé par balle et décide d'arrêter sa carrière de justicier. Mais à la centrale, exaspéré par le comportement de monsieur Burns, il reprend son costume et envoie une tarte sur son patron. Il est capturé par ce dernier qui découvre son identité. Pour éviter que l'affaire ne s'ébruite, monsieur Burns fait d'Homer son homme de main. Il lui donne une série de missions qu'il devra exécuter sous la menace de lui faire faire du travail communautaire. Il s'agit de lancer une tarte au bon monde, en commençant par s'en mettre une lui-même. Durant une conférence offerte par le Dalaï-lama, Homer refuse de lui lancer la tarte et il se démasque devant toute l'assistance.